# 養瘦
《養瘦》是臺灣藝人蔡依林撰寫的一本書籍，由推守文化於2011年7月12日發行。書中記錄她根據多年經驗整理出的瘦身方法。

## 簡介
蔡依林出道初期為消除嬰兒肥而過度減重，期間曾被傳患有厭食症，網路上亦流傳多種她使用不健康減肥方法的說法。近兩年，她逐漸接受正確的減重觀念，體態亦隨之恢復。她因此決定公開自身瘦身經驗，藉此提醒讀者避免嘗試曾經使用過的錯誤方法，並推廣「養瘦」理念。書中旨在打破對減肥的常見誤解，並整理出20項瘦身方法。

## 發行
2011年6月29日，推守文化宣布該書自即日起至同年7月10日於博客來、金石堂、誠品、7-Eleven等通路開放預購。同年7月7日，推守文化在臺北舉辦新書發表會。同月30日，蔡依林宣布該書在臺灣銷量超過12萬本，取得博客來、金石堂、誠品銷售冠軍。
該書獲得金石堂2011年度書籍銷售排行榜總榜第七名，誠品同年度健康生活類書籍銷售排行榜第三名，博客來同年度書籍銷售排行榜總榜第17名及吃喝玩樂類書籍第二名。

## 目錄
1. 那令人抓狂的減肥歲月
2. 網路瘦身流言終結者！
3. 吃，是減肥的開始
4. 養瘦心法大公開！
5. 鄉民們的瘦身美容大哉問
6. Jolin常做的瘦身進階操

## 爭議
書中提及「不量體重」、「不算卡路里」、「下午4點後不吃葉菜和水果」、「孕婦吃麻油雞影響奶水分泌」等觀點，遭營養師李青蓉提出質疑。李青蓉表示，每人身體狀況不同，建議有減重需求者應諮詢醫療專業意見，不宜僅依賴書籍內容。對此，蔡依林經紀人回應，該營養師可能未完整閱讀全書，蔡依林的用意在於提醒讀者不應過度依賴體重數字與卡路里計算，而應重視均衡飲食。